# Nomadinae
Le Nomadinae Latreille, 1802 sono una sottofamiglia di insetti imenotteri della famiglia Apidae, caratterizzati dall'abitudine di deporre le proprie uova nei nidi di altri apoidei, abitudine cui si deve il nome inglese di  "cuckoo bees" ("api cuculo").

## Descrizione
Si differenziano dagli altri apoidei per un aspetto esteriore molto simile a quello delle vespe e per la mancanza di strutture specializzate per la raccolta del polline.

## Biologia
Le femmine di questa sottofamiglia approfittano dei nidi incustoditi di altre specie per depositarvi le proprie uova. Da queste emergono delle larve di prima generazione dotate di potenti mandibole, con le quali uccidono le larve dell'ospite; nel successivo sviluppo larvale le mandibole scompaiono, e le larve di seconda generazione si nutrono a spese delle riserve di polline e nettare del nido-ospite.
Un'altra singolare abitudine degli adulti di questa sottofamiglia è quella di dormire aggrappati per le mandibole ai fusti o alle foglie delle piante.

## Tassonomia
La sottofamiglia Nomadinae comprende 31 generi raggruppati in 10 tribù:
- Tribù Ammobatini Handlirsch, 1925
  - Ammobates Latreille
  - Melanempis Saussure
  - Oreopasites Cockerell
  - Parammobatodes Popov
  - Pasites Jurine
  - Sphecodopsis Bischoff
  - Spinopasites Warncke
- Tribù Ammobatoidini Michener, 1944
  - Aethammobates Baker
  - Ammobatoides Radoszkowski
  - Holcopasites Ashmead
  - Schmiedeknechtia Friese
- Tribù Biastini Linsley and Michener, 1939
  - Biastes Panzer
  - Neopasites Ashmead
  - Rhopalolemma Roig-Alsina
- Tribù Brachynomadini Roig-Alsina and Michener, 1993
  - Brachynomada Holmberg
  - Kelita Sandhouse
  - Paranomada Linsley & Michener
  - Trichonomada Michener
  - Triopasites Linsley
- Tribù Caenoprosopidini Michener, 1944
  - Caenoprosopina Roig-Alsina
  - Caenoprosopis Holmberg
- Tribù Epeolini Robertson, 1903
  - Doeringiella Holmberg
  - Epeolus Latreille
  - Odyneropsis Schrottky
  - Rhinepeolus Moure
  - Rhogepeolus Moure
  - Thalestria Smith
- Tribù Hexepeolini Rozen, 1996
  - Hexepeolus Linsley & Michener
- Tribù Neolarrini Fox, 1894
  - Neolarra Ashmead
- Tribù Nomadini Latreille, 1802
  - Nomada Scopoli
- Tribù Townsendiellini Michener, 1944
  - Townsendiella Crawford